# Acción por Movistar Plus+
Acción por Movistar Plus+ est une chaîne de télévision espagnole du groupe Telefónica.

## Histoire
Le 1er août 2016, la marque Canal+ disparaît complètement en Espagne.

## Identité visuelle

### Logos

Logo de Canal+ Acción de 2008 au 1er août 2016
Logo de Movistar Acción du 1er août 2016 au 19 janvier 2022
Logo de Movistar Acción du 19 janvier 2022 au 21 juillet 2023
Logo de Acción por Movistar Plus+ depuis le 21 juillet 2023